# Trochosa persica
Trochosa persica är en spindelart som först beskrevs av Roewer 1955.  Trochosa persica ingår i släktet Trochosa och familjen vargspindlar.
Artens utbredningsområde är Iran. Inga underarter finns listade i Catalogue of Life.